# Richard T. Jones

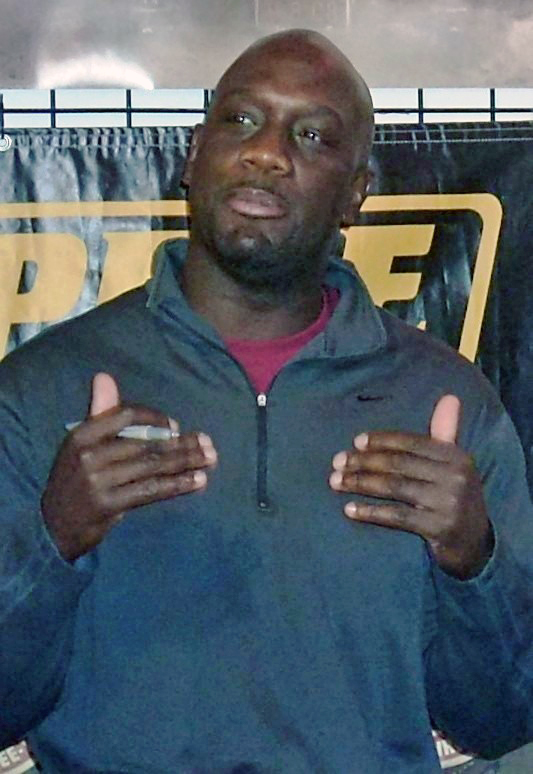
Richard T. Jones (2008)

Richard Timothy Jones (* 16. Januar 1972 in Kōbe, Japan) ist ein US-amerikanischer Schauspieler.

## Leben und Karriere
Der Schauspieler wurde als Sohn des Profi-Baseballers Clarence Jones und seiner Gattin Lorene im japanischen Kōbe geboren, wuchs jedoch in Carson im US-Bundesstaat Kalifornien auf.
Anfang der 1990er-Jahre debütierte er als Schauspieler in zumeist kleinen Rollen, wie beispielsweise als Sohn von Ike Turner in der Filmbiografie Tina – What’s Love Got to Do with It? gefolgt von weiteren Film- und Fernsehproduktionen. Breitere Bekanntheit erlangte er durch eine langjährige Rolle in der Fernsehserie Für alle Fälle Amy, die in den Jahren 1999 bis 2005 lief.

## Filmografie (Auswahl)
- 1993: Tina – What’s Love Got to Do with It? (What’s Love Got to Do with It?)
- 1994: Mr. Bill (Renaissance Man)
- 1995: Chaos! Schwiegersohn Junior im Gerichtssaal (Jury Duty)
- 1996: Der große Stromausfall – Eine Stadt im Ausnahmezustand (The Trigger Effect)
- 1997: Event Horizon – Am Rande des Universums (Event Horizon)
- 1997: Hollywood Undercover (Hollywood Confidential)
- 1997: … denn zum Küssen sind sie da (Kiss the Girls)
- 1999: The Wood
- 2000: Unter falschem Namen (Auggie Rose)
- 2000: Lockdown – Unschuldig im Knast (Lockdown)
- 2002: G
- 2002: Moonlight Mile
- 2002: Nicht auflegen! (Phone Booth)
- 2003: Das Wunder der Lions (Full-Court Miracle)
- 2004: Twisted – Der erste Verdacht (Twisted)
- 2004: Collateral
- 1999–2005: Für alle Fälle Amy (Judging Amy, Fernsehserie, 138 Folgen)
- 2006: Time Bomb (Fernsehfilm)
- 2006: CSI: Miami (Fernsehserie, Folge 4x17)
- 2008: 8 Blickwinkel (Vantage Point)
- 2008–2009: Terminator: The Sarah Connor Chronicles (Fernsehserie, 31 Folgen)
- 2010: Grey’s Anatomy (Fernsehserie, Folge 6x18)
- 2010: Bones – Die Knochenjägerin (Bones, Fernsehserie, Folge 5x12)
- 2010: Auch Liebe macht mal Ferien 2 (Why Did I Get Married Too?)
- 2011: Super 8
- 2011–2013: Hawaii Five-0 (Fernsehserie, 7 Folgen)
- 2012–2013: Nikita (Fernsehserie, 3 Folgen)
- 2013: Revolution (Fernsehserie, 3 Folgen)
- 2013: Life of a King
- 2013: The Last Letter
- 2014: Godzilla
- 2014: Law & Order: Special Victims Unit (Fernsehserie, Folge 16x05)
- 2014: Navy CIS: New Orleans (Fernsehserie, Folge 1x14)
- 2015: Miss Bodyguard (Hot Pursuit)
- 2015: Erschütternde Wahrheit (Concussion)
- 2015: American Horror Story (Fernsehserie, 8 Episoden)
- 2015–2016: Narcos (Fernsehserie, 10 Folgen)
- 2016: Lucifer (Fernsehserie, Folge 1x03)
- 2017: Eine Frage des Glaubens (A Question of Faith)
- 2017: Criminal Minds (Fernsehserie, 5 Episoden)
- 2017: CHiPs
- 2017–2018: Wisdom of the Crowd (Fernsehserie, 13 Folgen)
- 2017–2018: Santa Clarita Diet (Fernsehserie, 10 Folgen)
- 2018: Ein ganz gewöhnlicher Held (The Public)
- 2018: Edge of the World
- 2018: Sanitatum
- seit 2018: The Rookie (Fernsehserie)
- 2021: A Black Lady Sketch Show (Fernsehserie, Folge 2x03)
- 2022: The Rookie: Feds (Fernsehserie, Folge 1x07)